# 金沢木材埠頭
金沢木材埠頭（かなざわもくざいふとう）は、神奈川県横浜市の横浜港の埠頭の一つ。横浜市金沢区幸浦に位置する。

## 沿革
高度経済成長期の木材輸入需要に対応するため、1970年に着工。1974年に供用を開始したが、木材の輸入形態が原木から製材へと変化したため、1985年以降は原木の取り扱いはない。1990年代には貯木場の一部を埋め立て、横浜ベイサイドマリーナおよび三井アウトレットパーク 横浜ベイサイドが1996年に開業した。

## 港湾機能
埠頭面積は11.1ha。延長187mの岸壁1バースと4か所の物揚場が設けられ、水産庁中央水産研究所の調査船係留施設が隣接する。RO-RO船の接岸に対応するため、岸壁を230mに延長する計画があるが、実現には至っていない。
2002年の実績では、総取扱量は1361千トンで、内訳は砂利の移入781千トン、特殊品の輸出・移出361千トン、雑工業品の輸入187千トンなどとなっている。